# Theo Keating
Theo Keating, alias Dj Touché ou encore Fake Blood (décembre 1971), est un producteur de musique et un disc jockey britannique aux multiples genres de musique électronique. Il réside à Londres.
Il a précédemment fait partie du groupe de Big beat The Wiseguys, connu pour des morceaux comme Ooh La La ou encore Start the Commotion.
Il produit des morceaux d'électronique sous le pseudonyme Dj Touché et fait actuellement partie du groupe The Black Ghosts avec Simon Lord, ancien Simian, dont on retrouve la voix dans la célèbre chanson We Are Your Friends remixée par Justice.
Il est actuellement actif depuis fin 2007 sur un autre de ses projets, en tant que producteur de house dans un style relativement agressif, sous le pseudonyme Fake Blood.
En 2008, il sort un vinyle de deux morceaux originaux appelé Fake Blood Theme, dont le morceau Mars a connu un très large succès durant l'année.
Il produit parallèlement une dizaine de remixes d'artistes variés, tels que The Kills ou Armand van Helden.

## Singles
- Fake Blood - I Think I Like It
- Fake Blood - Mars
- Fake Blood - Fix Your Accent